# Webber Douglas Academy of Dramatic Art
La Academia de Arte Dramático Webber Douglas (Webber Douglas Academy of Dramatic Art) se encuentra en Londres, es una de las principales escuelas de teatro en el Reino Unido, ofrece formación integral para aquellos que opten por una carrera profesional.

## Historia
Durante sus 100 años de historia ha establecido a muchos actores de escenario y pantalla. 
Se unió a la Escuela Central de Intervención y Drama en el 2006. Sin embargo muchos de sus antiguos alumnos han formado una compañía de teatro dedicada a mantener con vida el espíritu original de la escuela ( su primer trabajo se produjo en el 2008 ).

## Alumnos

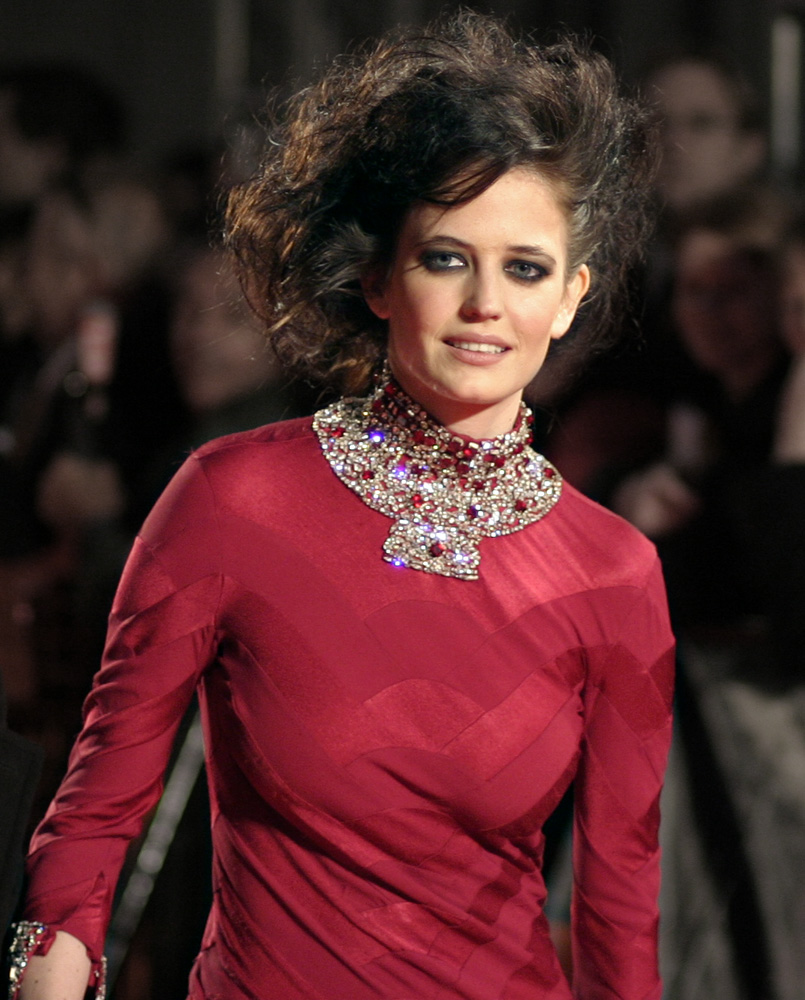
Eva Green durante los Premios BAFTA en Londres en febrero del 2007.

Algunos de sus alumnos más destacados son:
| - Natalie Dormer - Miranda Raison - Minnie Driver - Laurie Holden - Eva Green - Matthew Goode - Sendhil Ramamurthy | - Ross Kemp - Terence Stamp - Stewart Granger - Steven Berkoff - Patrick Macnee - Angela Lansbury - Julia Ormond |

Otros de sus alumnos más destacados fueron: Eva Pope, Joe Anderson, Glory Annen Clibbery, Martin Ball, Steven Berkoff, Marc Bolton, Hugh Bonneville, Tobias Berr, Christian Brassington, Kate Ford, Nicholas Courtney, Nicola Bryant, Emma Chambers, Shelley Conn, Anita Dobson, Charlotte Cornwell, Daniel Ainsleigh, Omar Berdouni, Jade Capstick, Giles Cooper, Brian Deacon, Michael Denison, Julian Fellowes, Hugh Fraser, Ruth Gemmell, Juliette Goodman, Dulcie Gray, Jill Halfpenny, Daniel Hyde, Sue Johnstone, Penelope Keith, Tony Leary, Rula Lenska, David Macmillan, Felicity Montagu, Julian Ovenden, Susan Penhaligon, Sally Rogers, Amanda Root, Antony Sher, Kellie Shirley, Guy Siner, Donald Sinden, Sam Spedding, Steven Elder, Mark Rice-Oxley, entre otros...